# Kapor (település)
Kapor (Copru), település Romániában, Kolozs megyében.

## Fekvése
Mócstól északkeletre, Katona, Melegföldvár és Budatelke közt fekvő település.

## Története
Kapor nevét 1329-ben említette először oklevél Kopur néven, mint Budatelke határosát.
1379-ben Capurd, Kapor, 1469-ben Kapor, 1515-ben Capor néven írták.
Kapor első lakosai magyarok voltak, a fennmaradt hagyomány szerint a 16. században kezdettek ide házakat építeni többek között a Máthé és Csontos családok, akiknek utódai ma is itt élnek, s ezután kezdtek itt letelepedni a románok is.
A mezőségi kisközség, Kapor ősi birtokosai valószínűleg a Szucsáki és Iklódi családok voltak.
1379-ből ismerjük első birtokosát; Ravasz Miklóst, aki Kaport Bebek Györgynek akarta elidegeníteni, de ennek szomszédság jogán Bánffy Dénes ellentmondott.
1515-ben Bánffy Mihály fiai Péter és András itteni részüket Földváry Jánosnak adományozzák, de Bánffy László is itteni előbb Földváry Jánosnál zálogban lévő részét szintén neki adományozta. 1596-ban Földváry György birtoka, 1694-ben pedig a Földváry és Suky utódok birtoka volt.
1786-ban több birtokosa is volt, többek között Horváth Elek, Kakucsi György, Felszegi János, Hadnagy András, Köblösi Józef özvegye, Felszegi László, Pávai Ferenc.
1809-ben ugyancsak Horváth Dániel, Felszegi János, valamint Köblös László, Kakucsi Ferenc, Gorbói András, Felszegi István, Belényesi József, Pávai Ferenc, Jánosi István, Felszegi László osztoztak rajta.
1820-ban és 1837-ben már csak Horváth Dániel, Horváth Károly, Kakucsi Ferenc, Vasas Borbála, Köblös László utódai, Kakucsi István, Felszegi Péter, Jánosi István és Szabó Imre volt birtokosaként írva.
1910-ben 300 lakosából 17 magyar, 270 román, melyből 281 görögkatolikus, 11 református, 7 izraelita volt.
A trianoni békeszerződés előtt Szolnok-Doboka vármegye Kékesi járásához tartozott.